# Eugene Holiday

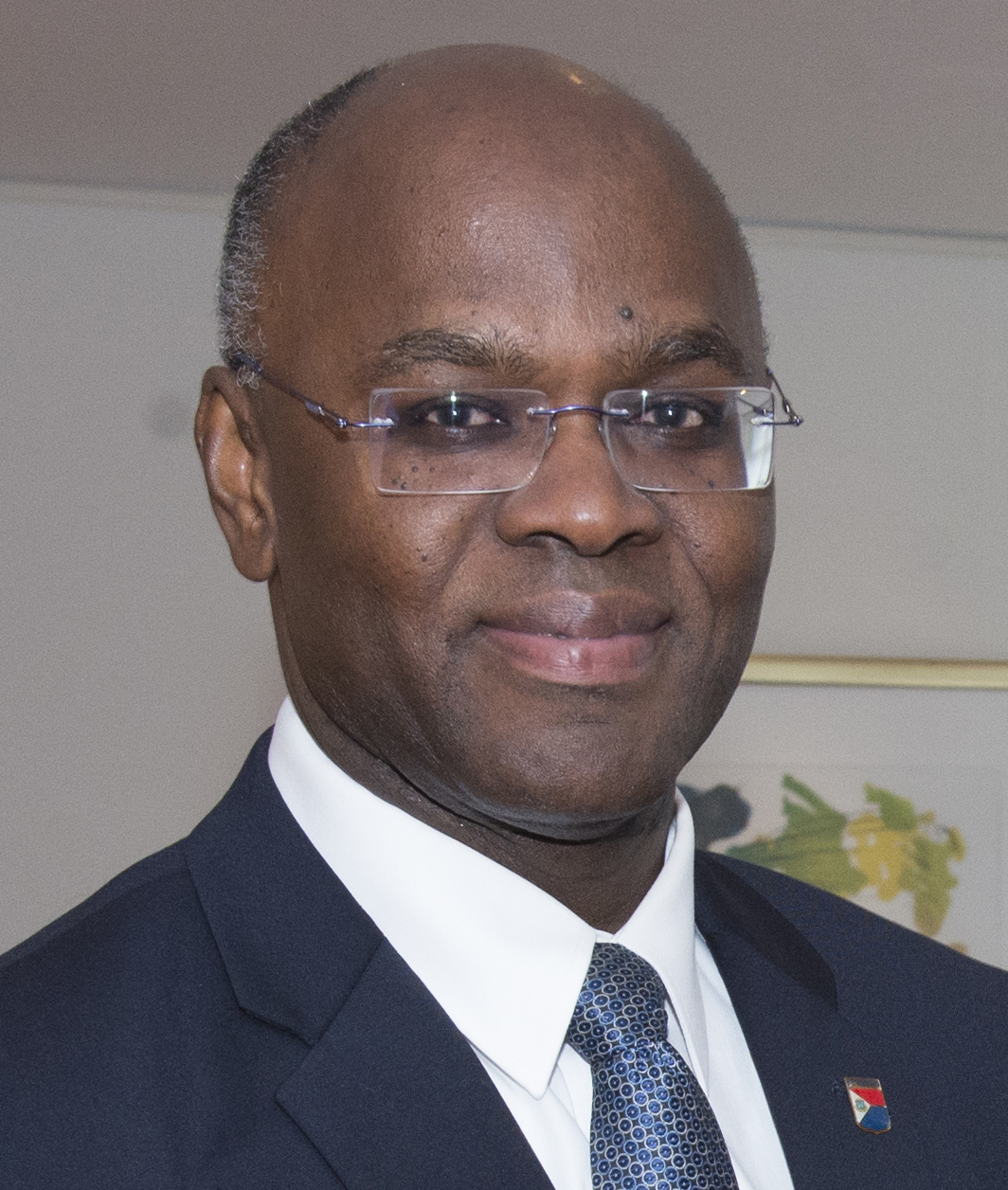

Eugene Holiday (ur. 1962) – pierwszy gubernator Sint Maarten po utworzeniu tego osobnego terytorium zależnego Holandii od 10 października 2010. Został mianowany na to stanowisko przez Radę Ministrów Królestwa Holandii w dniu 7 września 2010. Zanim został gubernatorem, był prezesem portu lotniczego Princess Juliana.